# Władysław Kostro
Władysław Kostro pseud. Włodek (ur. 25 maja 1892 w Kostrach-Śmiejkach, zm. 1 maja 1976 w Warszawie) – działacz komunistyczny.

## Życiorys

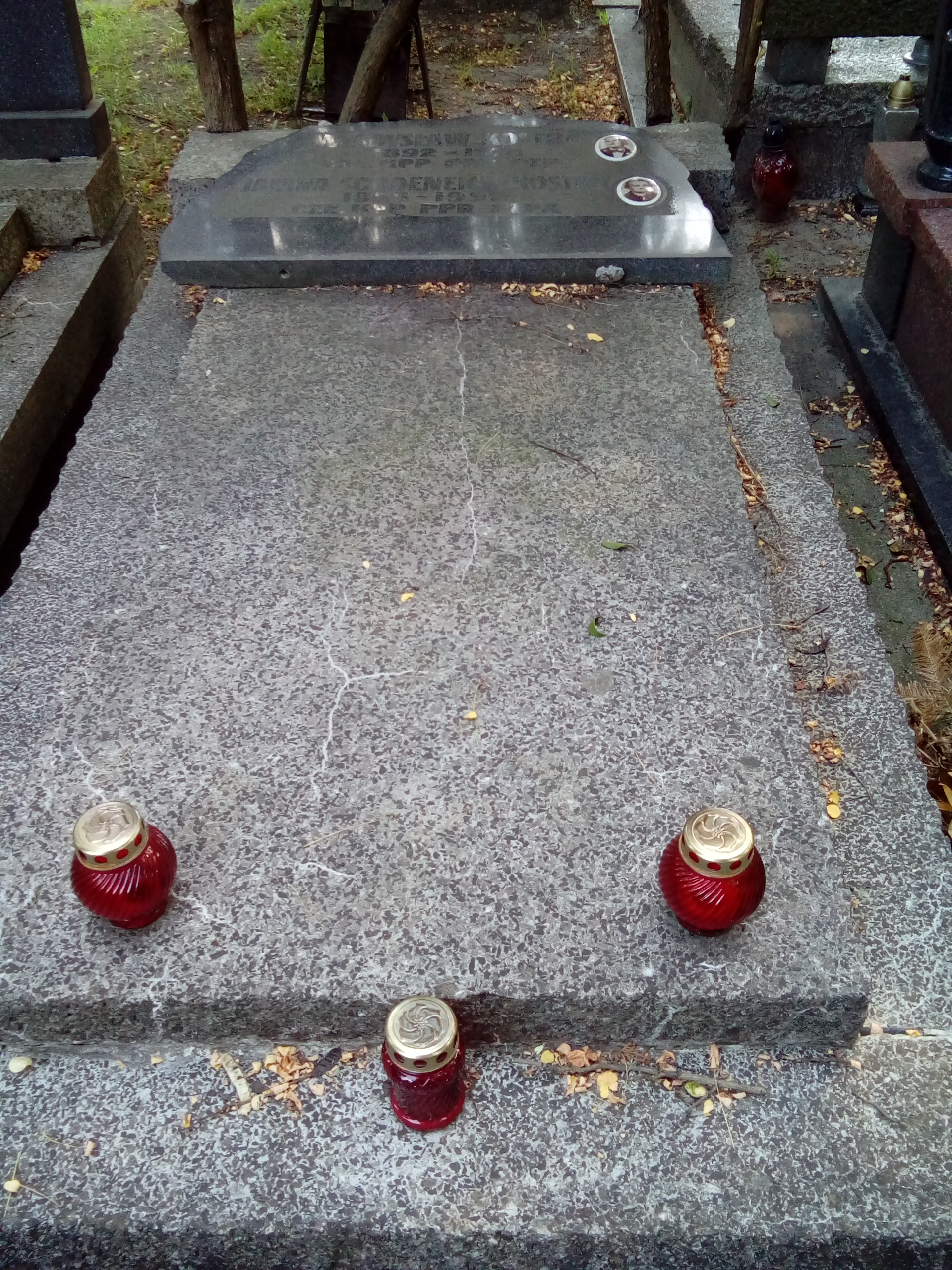
Grób Władysława Kostro na Cmentarzu Wojskowym na Powązkach w Warszawie

Skończył 7 klas warszawskiego gimnazjum i podjął pracę na poczcie, po wybuchu I wojny światowej ewakuowany w głąb Rosji, w 1919 wrócił do Polski, pracował na poczcie w Białymstoku i Warszawie, w latach 1928–1939 pracownik Ministerstwa Poczt i Telegrafów. Działacz Związku Pracowników Poczt, Telegrafów i Telefonów RP, m.in. przewodniczący koła związku, w 1922 zorganizował strajk pracowników poczty. Członek Sądu Koleżeńskiego przy Zarządzie Głównym związku, od 1936 skarbnik Zarządu Głównego związku. Członek KPP. Podczas okupacji pracował w ambulansach pocztowych w Warszawie, w styczniu 1943 współzałożyciel komórki PPR na poczcie, jesienią 1944 (po upadku powstania warszawskiego) wywieziony do Katowic. Współorganizator Związku Zawodowego Pracowników Poczty i Telekomunikacji, sekretarz jego Zarządu Głównego, organizator zarządów okręgowych tego związku w Warszawie, Krakowie i Katowicach, od maja 1945 dyrektor Okręgu Poczt i Telegrafów w Poznaniu. W latach 1945–1953 członek Komitetu Wojewódzkiego (KW) PPR/PZPR i radny Wojewódzkiej Rady Narodowej (WRN), w grudniu 1945 był delegatem z Poznania na I Zjazd PPR, a w grudniu 1948 na Zjazd Zjednoczeniowy PPR i PPS. Od 1954 dyrektor Okręgu Poczt i Telegrafów we Wrocławiu, potem wicedyrektor Instytutu Łączności w Warszawie, od 1959 na emeryturze. Odznaczony m.in. Krzyżem Komandorskim Orderu Odrodzenia Polski.
Pochowany na Cmentarzu Wojskowym na Powązkach (kwatera D35-3-3).